# Saligny-le-Vif
Saligny-le-Vif è un comune francese di 166 abitanti situato nel dipartimento del Cher, nella regione del Centro-Valle della Loira.

## Società

### Evoluzione demografica
Abitanti censiti